# NGC 1411
NGC 1411 је елиптична галаксија у сазвежђу Часовник која се налази на NGC листи објеката дубоког неба.
Деклинација објекта је - 44° 6' 2" а ректасцензија 3h 38m 44,9s. Привидна величина (магнитуда) објекта NGC 1411 износи 11,3 а фотографска магнитуда 12,3. Налази се на удаљености од 15,500 милиона парсека од Сунца. NGC 1411 је још познат и под ознакама IC 1943, MCG -7-8-4, ESO 249-11, PGC 13429.